# Mục Quế Anh
Mục Quế Anh (穆桂英), một số bản dịch dịch nhầm thành Mộc Quế Anh là một nhân vật hư cấu trong các giai thoại về Dương gia tướng. Theo đó, bà được mô tả là một nữ tướng dũng cảm, kiên quyết và trung thành, được xem là hình tượng của một người phụ nữ kiên định trong văn hóa Trung Hoa..

## Giai thoại
Theo mô tả của tác phẩm Dương gia tướng diễn nghĩa thì Mục Quế Anh là cô con gái trẻ tuổi, xinh đẹp, tài năng và dũng cảm của Trại chủ Mục Kha trại Mục Vũ. Trong một trận giao chiến, bà bắt được Dương Tông Bảo và thành thân với ông sau đó, sinh ra Dương Văn Quảng và Dương Kim Hoa. Trở thành một thành viên của Dương gia tướng, bà lập nhiều đại công, trong đó quan trọng nhất là đại phá Thiên Môn trận. Bà cũng là một trong 12 nữ tướng của Dương gia tham gia xuất chinh Tây Hạ.
Theo nhà nghiên cứu Vệ Tụ Hiền, thực ra hình tượng Mục Quế Anh có thể được bắt nguồn từ một người vợ họ Mộ Dung của Dương Văn Quảng chuyển âm mà thành.